# Ропалии

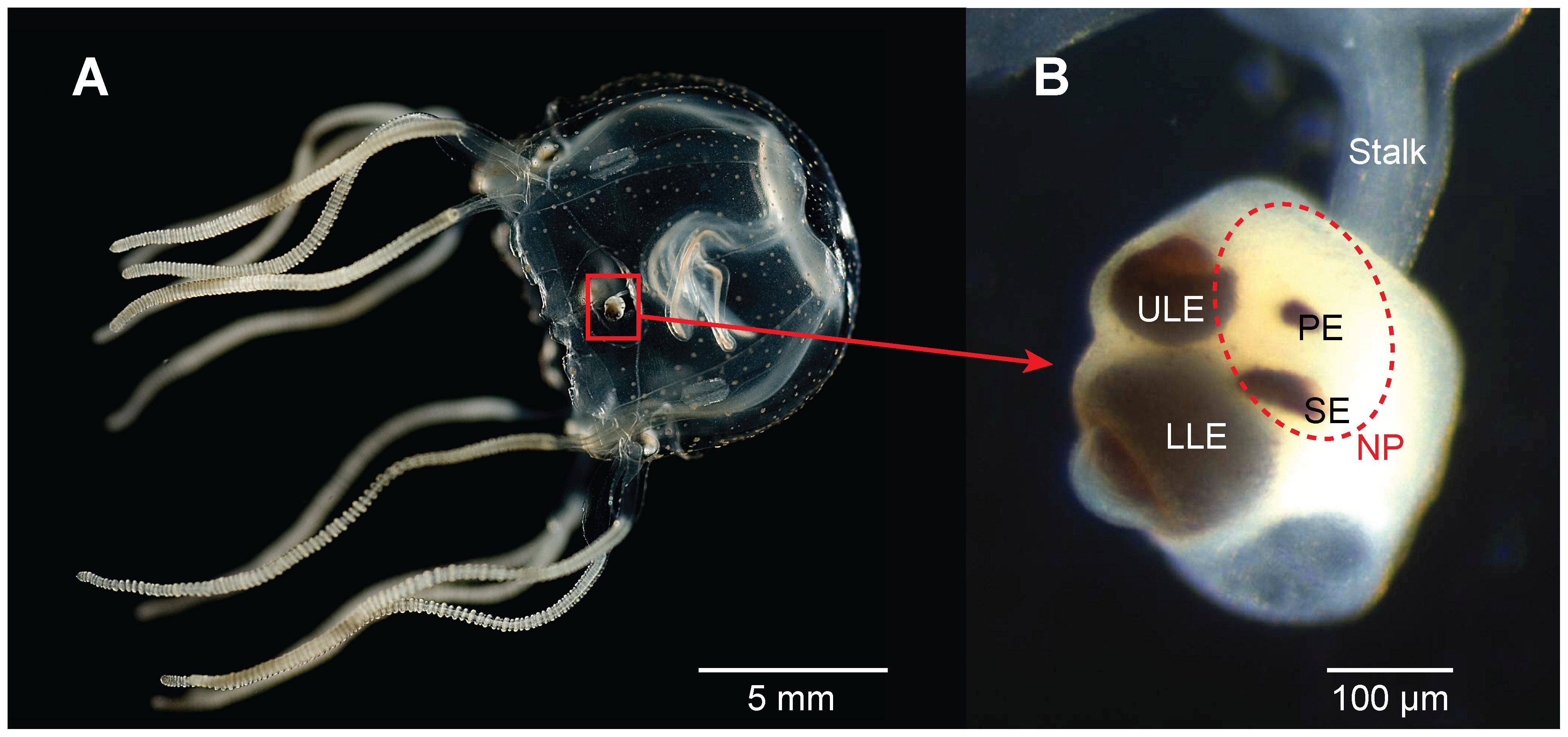
Расположение ропалиев у кубомедузы Tripedalia cystophora.

Ропалии или краевые тельца (от греч. rhopalon — дубинка) — видоизменённые щупальца, встречающиеся у сцифоидных медуз и кубомедуз. Несут глаза, статоцисты и нервные центры.
Ропалии имеют вид маленьких колбовидных придатков, расположенных на краю зонтика медузы, в конце радиальных каналов первого и второго порядка; помещаются они в небольшом углублении или пазухе, образуемой двумя краевыми лопастями, так называемыми лопастями эфиры, и в большинстве случаев бывают прикрыты ещё сверху небольшой складкой. Гастроваскулярная система продолжается в ропалии, так что они представляются полыми и выстланы внутри мерцательным эпителием (энтодермой).
На поверхности ропалий встречается один или несколько (до 6 и более) глазков в виде пигментного пятна или весьма сложно устроенного диоптрического аппарата, состоящего из хрусталика, стекловидного тела, сетчатки и радужины. Наиболее сложно и совершенно устроены ропалии медузы Charybdea, y которой осевые глаза по своему строению напоминают теменной или третий глаз позвоночных и без сомнения могут воспринимать картину окружающего.
На конце ропалий находятся один или несколько отолитов, соприкасающихся со слуховыми волосками и представляющие, таким образом, орган слуха. При изменении положения тела медузы статолиты смещаются, раздражая чувствительные клетки; они посылают импульс мускулатуре зонтика, вызывая её сокращение, в результате чего медуза разворачивается ротовым отверстием вниз.
На наружной эксумбрелларной поверхности пластинчатых лопастей, прикрывающих ропалии, у некоторых сцифомедуз встречаются маленькие воронкообразные ямки, дно которых выстлано мерцательным эпителием (эктодермой) и которые принимаются за органы обоняния.
У основания каждой ропалии находится ганглиозное утолщение эктодермы, состоящее из нервных волокон и би- и мультиполярных ганглиозных клеток. Эти ганглии, число которых соответствуют числу ропалий (4, 8 или (редко) больше), представляют центральную нервную систему. Они соединяются нервами с одной стороны с органами чувств (зрения, слуха и обоняния), а с другой стороны — с субумбрелларным нервным сплетением или кольцом. Таким образом, ропалии являются носителями органов чувств и нервных центров сцифомедуз.